# Hels vite
Hels vite är det svenska viking metal/folk metal-bandet Thyrfings sjätte studioalbum. Albumet utgavs oktober 2008 av skivbolaget Regain Records.

## Låtlista
1. "En sista litania" – 7:10
2. "Från stormens öga" – 8:07
3. "Isolation" – 5:54
4. "Hels vite" – 8:28
5. "Griftefrid" – 5:23
6. "Becoming the Eye" – 7:54
7. "Tre vintrar – två solar" – 9:07

- Text: Patrik Lindgren (spår 1, 2, 4), Joakim Kristensson (spår 3, 6, 7), Jens Rydén (spår 5)
- Musik: Jens Rydén (spår 1, 2), Kimmy Sjölund (spår 1, 6), Patrik Lindgren (spår 2–5, 7), Peter Löf (spår 1–5, 7)

## Medverkande
Musiker (Thyrfing-medlemmar)
- Jens Rydén – sång
- Patrik Lindgren – gitarr
- Kimmy Sjölund – basgitarr
- Jocke Kristensson – trummor
- Peter Löf – synthesizer
- Henke Svegsjö – gitarr

Bidragande musiker
- Toni Kocmut – bakgrundssång

Andra medverkande
- Henrik Edenhed –  producent, ljudtekniker, ljudmix
- Thyrfing – producent, ljudtekniker, ljudmix
- Henrik Pantzar – mastering
- Jens Rydén – omslagsdesign, foto
- Mikael Schelén – omslagskonst
- Peter Löf – logo